# Слопищи
Слопищи (бел. Сло́пішчы) — деревня в Пуховичском районе Минской области Республики Беларусь. В составе Новопольского сельсовета.

## География
Расположена в 49 км от Марьиной Горки, 51 км от Минска, 26 км от железнодорожной станции Руденск на линии Минск — Осиповичи.

### Гидрография
Около реки Ковалевка (бассейн Днепра).

## История
В XVIII веке в Минском уезде Минского воеводства Великого Княжества Литовского, принадлежали к домену Сергеевичи Юзефа Прозора. Через вено дочери Юзефа Прозора Барбары Слопищи перешли к Франциску Букатаго.
В результате второго раздела Речи Посполитой 1793 года территория оказалась в составе Российской империи. Деревня входила в Игуменский уезд Минской губернии. В XIX веке принадлежала к домену Ковалевичи Липских, во второй половине XIX в. собственность Петра Попова, позже Ивана Андреевича Бунге. После 1861 года в Шацкой волости Игуменского уезда Минской губернии. В 1872 году основан смолокурный завод, от него образовалась деревня Смоляры (Смолярня). Кроме Слопища, было распространено название Злобище.
С конца февраля 1918 года территория оккупирована войсками Германской империи. 25 марта 1918 года согласно Третьей Уставной грамоте волость провозглашена частью Белорусской Народной Республики. В декабре 1918 года занята Красной Армией, с 1 января 1919 года в соответствии с постановлением I съезда КП(б) Беларуси она вошла в состав Советской Белоруссии, с 27 февраля 1919 года — в ЛитБел ССР. Во время польско-советской войны в августе 1919—июле 1920 годов под оккупацией Польши (Минский округ ГУУЗ).
С 31 июля 1920 года в Белорусской ССР.
Во Вторую мировую войну с конца июня 1941 года до начала июля 1944 года под оккупацией Германии. В окрестностях деревни действовала советская партизанская бригада «Беларусь». В январе 1943 года в ходе карательной операции немецкие войска сожгли деревню, убили 6 жителей. После войны деревня была восстановлена.
До 29 июня 2006 года деревня входила в состав Сергеевичского сельсовета. С 2006 года по 28 мая 2013 года в составе Правдинского поссовета.

## Население

### Численность
- 2019 год — 15 жителей

### Динамика
- 1800 год — 4 двора, 25 жителей
- 1897 год — 17 дворов, 95 жителей
- 1908 год — 15 дворов, 66 жителей[5]
- 1917 год — 19 дворов, 135 жителей
- 1940 год — 25 дворов, 140 жителей
- 1960 год — 116 жителей
- 1999 год — 35 жителей (перепись населения)
- 2002 год — 15 хозяйств, 26 жителей
- 2009 год — 14 жителей (перепись населения)[5]
- 2012 год — 9 хозяйств, 13 жителей
- 2019 год — 15 жителей (перепись населения)

## Улицы
- Центральная